# Arena Națională
Arena Națională (pronunciació en romanès: [aˈrena nat͡sjoˈnalə]) és un estadi de futbol de sostre retràctil que es troba Bucarest. Va inaugurar-se el 2011, en el lloc de l'original Stadionul Național, el qual va ser enderrocat de 2007 a 2008.
Normalment s'hi acullen els partits de casa de la Romania equip de futbol nacional i de la Copa romanesa de futbol. A l'estadi també s'hi juguen els partits de la Lliga romanesa de futbol dels equips CSA Steaua de Bucarest i del Dinamo București.
Amb 55.634 seients, és l'estadi de futbol més gran de Romania. L'estadi va ser dissenyat per Gerkan, Marg i associats i l'estadi va ser construït per l'empresa alemanya Max Bögl i la italiana Astaldi.
A l'estadi s'hi pot arribar mitjançant transport públic amb autobusos, troleibusos, tramvies i el sistema de metro.
L'estadi està qualificat amb la categoria quatre de la UEFA. S'hi va disputar la final de la Lliga Europa de la UEFA 2011-2012, i ha estat també amfitriona de quatre partits de la Euro 2020 (incloent-hi el quart-finals). L'estadi també serveix per celebrar-hi concerts de música quan no hi ha esdeveniments esportius.

## Construcció
L'estadi vell va ser derrocat entre 18 desembre 2007 i 20 febrer 2008, tot i que hi va haver una extracció simbòlica de seients el 21 de novembre de 2007, després que Romania va derrotar Albània 6–1 en un partit de qualificació per l'Eurocopa del 2008.
El desenvolupament de la construcció va generar algunes controvèrsies amb respecte els costos i retards. Per exemple, el 8 d'octubre de 2009, es va decidir que l'estadi també havia d'incloure un sostre retràctil per valor de 20.000.000 €.
La construcció es va aturar temporalment el desembre 2009 a causa de males condicions de temps.

## Instal·lacions
El local té capacitat per a 55.634 persones. Hi ha disponibles 3.600 seients VIP, amb altres 126 seients assignats a la premsa (amb una possible ampliació a 548 seients). L'estadi inclou uns 360 lavabos i un sostre retràctil, que es pot obrir o tancar en 15 minuts. També està dotat d'un sistema de projectors i 2100 places d'aparcament. El disseny de sostre és molt similar a allò de l'Estadi Nacional de Varsòvia. Són dos estadis de la mateixa època que tenen una capacitat similar.

## Usos
L'Estadi Nacional és una Categoria 4 local i com a tal, ell hosted la Lliga Europa de la UEFA 2011–12 final, mentre anunciat per UEFA a Nyon el 29 de gener de 2009. Va ser requerit a amfitrió com a mínim dos esdeveniments importants que comencen dins juliol 2011, un amb una assistència de 10.000 persones i el segon amb una assistència de com a mínim 40.000.

## Història

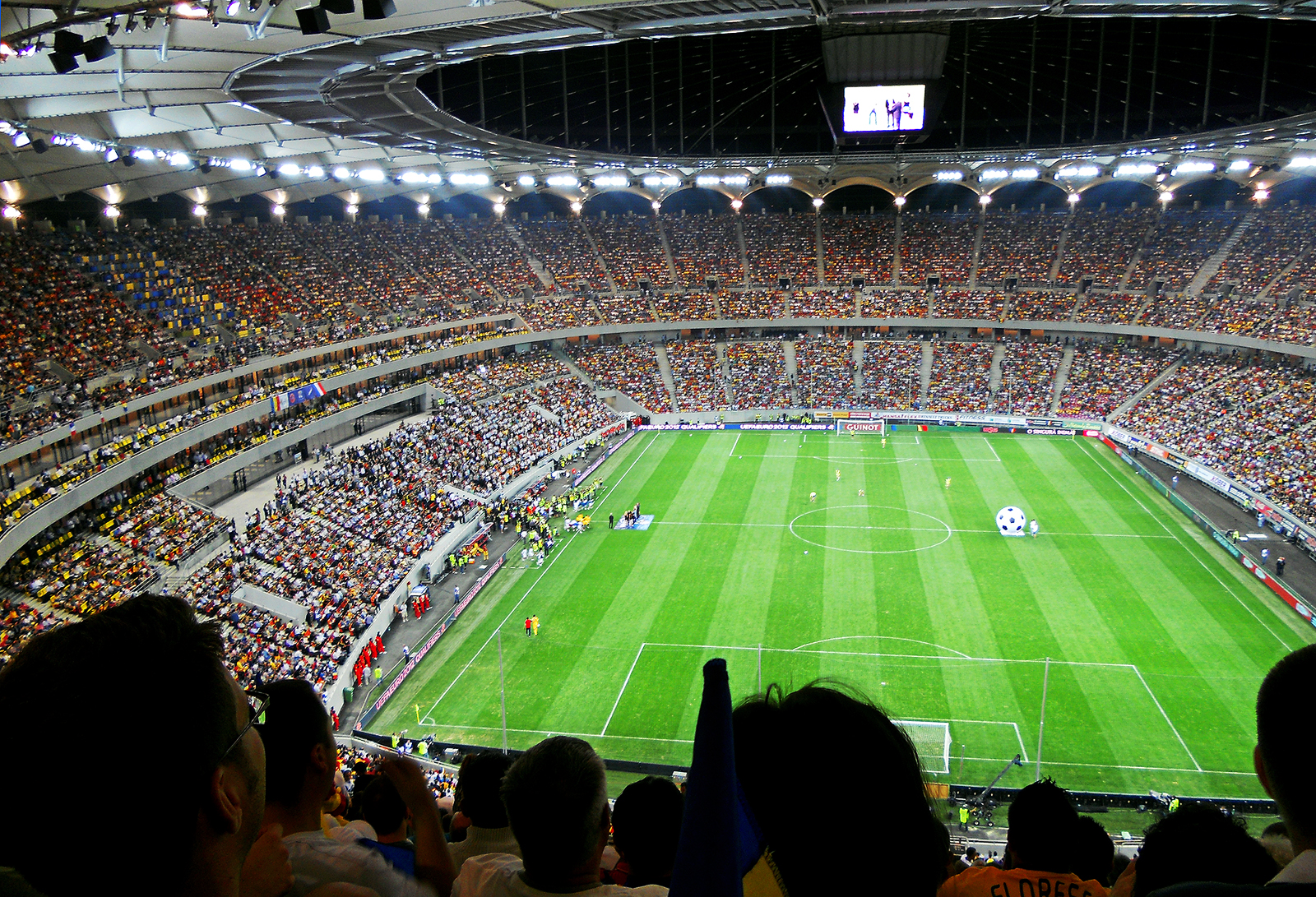
Partit inaugural Romania-França

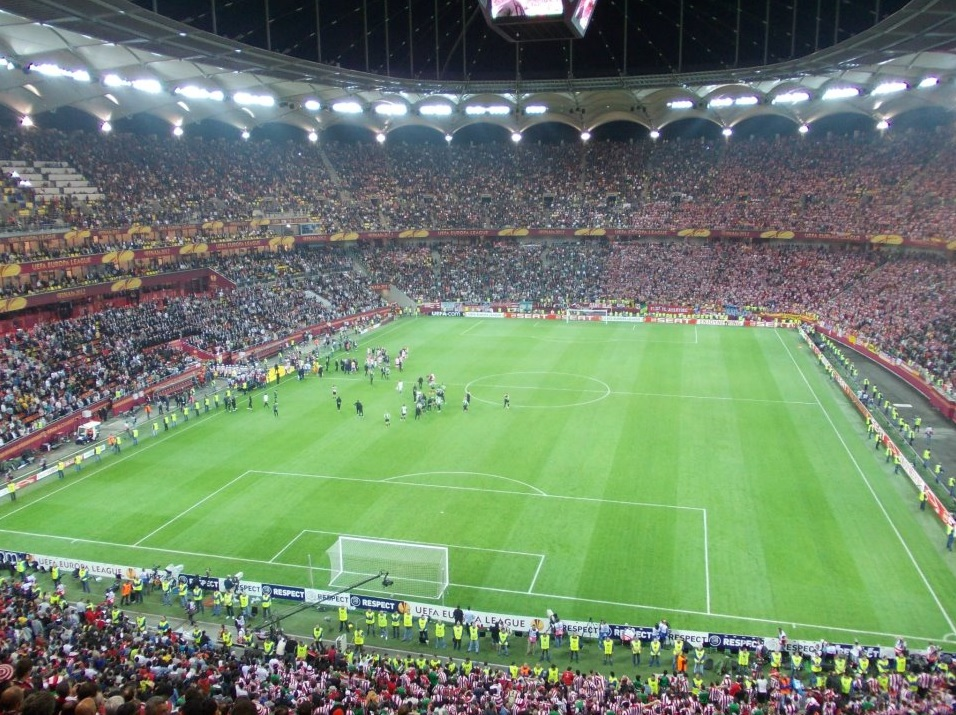
Final de la UEFA Europa League del 2012

La inauguració oficial estava planificada inicialment pel 10 d'agost del 2011 per presentar un partit de futbol entre Romania i Argentina.
No obstant això, el 26 de juliol, l'Argentina va cancel·lar oficialment el partit amistós després que el seu entrenador Sergio Batista deixés l'equip, de manera que l'estadi es va inaugurar el 6 de setembre de 2011, amb un partit de classificació del grup D de la Euro 2012 entre Romania i França. El partit va acabar 0–0 davant d'una multitud de 49.137 espectadors.

### Assistències notables
La màxima audiència d'un partit de futbol es va assolir en el partit de classificació de la Copa Mundial de la FIFA 2014 entre Romania i Països Baixos, celebrat el 16 d'octubre de 2012, que va portar a 53.329 persones a l'estadi.
La 2a audiència més alta va ser aconseguida a la UEFA Europa Final de Lliga hostatjada el 9 de maig de 2012. El partit entre els dos equips espanyols, l'Atlètic de Madrid i l'Athletic Club de Bilbao, va portar 52.347 persones a l'estadi.

## Associació de Futbol
| Partits de clubs de futbol internacionals | Partits de clubs de futbol internacionals | Partits de clubs de futbol internacionals | Partits de clubs de futbol internacionals | Partits de clubs de futbol internacionals | Partits de clubs de futbol internacionals |
| Data                                      | Competència                               | Casa                                      | Fora                                      | Puntuació                                 | Assistència                               |
| ----------------------------------------- | ----------------------------------------- | ----------------------------------------- | ----------------------------------------- | ----------------------------------------- | ----------------------------------------- |
| 27 setembre 2011                          | Lliga de Campions de la UEFA              | Oțelul Galați                             | Benfica                                   | 0–1                                       | 6.824                                     |
| 29 setembre 2011                          | Lliga Europa de la UEFA                   | Rapid București                           | PSV Eindhoven                             | 1–3                                       | 21.320                                    |
| 18 octubre 2011                           | Lliga de Campions de la UEFA              | Oțelul Galați                             | Manchester United FC                      | 0–2                                       | 28.047                                    |
| 20 octubre 2011                           | Lliga Europa de la UEFA                   | Rapid București                           | Legia Warsaw                              | 0–1                                       | 13.726                                    |
| 3 novembre 2011                           | Lliga Europa de la UEFA                   | Steaua București                          | Maccabi Haifa                             | 4–2                                       | 31.233                                    |
| 22 novembre 2011                          | Lliga de Campions de la UEFA              | Oțelul Galați                             | Basel                                     | 2–3                                       | 5.797                                     |
| 30 novembre 2011                          | Lliga Europa de la UEFA                   | Rapid București                           | Hapoel Tel Aviv                           | 1–3                                       | 4.529                                     |
| 14 desembre 2011                          | Lliga Europa de la UEFA                   | Steaua București                          | AEK Làrnaca                               | 3–1                                       | 50.051                                    |
| 16 febrer 2012                            | Lliga Europa de la UEFA                   | Steaua București                          | FC Twente                                 | 0–1                                       | 49.588                                    |
| 9 maig 2012                               | UEFA Europa Final de Lliga                | Atlètic de Madrid                         | Athletic Club                             | 3–0                                       | 52.347                                    |
| 2 agost 2012                              | Lliga Europa de la UEFA                   | Steaua București                          | Spartak Trnava                            | 0–1                                       | 23.494                                    |
| 9 agost 2012                              | Lliga Europa de la UEFA                   | Rapid București                           | SC Heerenveen                             | 1–0                                       | 1.928                                     |
| 23 agost 2012                             | Lliga Europa de la UEFA                   | Dinamo București                          | Metalist Kharkiv                          | 0–2                                       | 14.800                                    |
| 4 octubre 2012                            | Lliga Europa de la UEFA                   | Steaua București                          | Copenhagen                                | 1–0                                       | 48.694                                    |
| 25 octubre 2012                           | Lliga Europa de la UEFA                   | Steaua București                          | Molde                                     | 2–0                                       | 43.651                                    |
| 22 novembre 2012                          | Lliga Europa de la UEFA                   | Steaua București                          | Stuttgart                                 | 1–5                                       | 50.445                                    |
| 21 febrer 2013                            | Lliga Europa de la UEFA                   | Steaua București                          | Ajax                                      | 2–0 (4–2 p.)                              | 35.423                                    |
| 7 març 2013                               | Lliga Europa de la UEFA                   | Steaua București                          | Chelsea FC                                | 1–0                                       | 50.016                                    |
| 11 juliol 2013                            | Lliga Europa de la UEFA                   | Astra Giurgiu                             | Domžale                                   | 2–0                                       | 1.513                                     |
| 16 juliol 2013                            | Lliga de Campions de la UEFA              | Steaua București                          | Vardar                                    | 1–0                                       | 40.725                                    |
| 18 juliol 2013                            | Lliga Europa de la UEFA                   | Astra Giurgiu                             | Omonia                                    | 1–1                                       | 2.164                                     |
| 6 agost 2013                              | Lliga de Campions de la UEFA              | Steaua București                          | Dinamo Tbilisi                            | 1–1                                       | 44.225                                    |
| 8 agost 2013                              | Lliga Europa de la UEFA                   | Astra Giurgiu                             | Trenčín                                   | 2–2                                       | 1.440                                     |
| 21 agost 2013                             | Lliga de Campions de la UEFA              | Steaua București                          | Legia Warsaw                              | 1–1                                       | 52.303                                    |
| 1 octubre 2013                            | Lliga de Campions de la UEFA              | Steaua București                          | Chelsea FC                                | 0–4                                       | 36.713                                    |
| 22 octubre 2013                           | Lliga de Campions de la UEFA              | Steaua București                          | Basel                                     | 1–1                                       | 23.899                                    |
| 26 novembre 2013                          | Lliga de Campions de la UEFA              | Steaua București                          | Schalke 04                                | 0–0                                       | 50.633                                    |
| 23 juliol 2014                            | Lliga de Campions de la UEFA              | Steaua București                          | Strømsgodset                              | 2–0                                       | 18.043                                    |
| 6 agost 2014                              | Lliga de Campions de la UEFA              | Steaua București                          | Aktobe                                    | 2–1                                       | 24.386                                    |
| 19 agost 2014                             | Lliga de Campions de la UEFA              | Steaua București                          | Ludogorets Razgrad                        | 1–0                                       | 35.342                                    |
| 18 setembre 2014                          | Lliga Europa de la UEFA                   | Steaua București                          | AaB                                       | 6–0                                       | 0[A]                                      |
| 23 octubre 2014                           | Lliga Europa de la UEFA                   | Steaua București                          | Rio Ave FC                                | 2–1                                       | 15.753                                    |
| 11 desembre 2014                          | Lliga Europa de la UEFA                   | Steaua București                          | Dynamo Kyiv                               | 0–2                                       | 7.620                                     |
| 22 juliol 2015                            | Lliga de Campions de la UEFA              | Steaua București                          | Trenčín                                   | 2–3                                       | 0[A]                                      |
| 29 juliol 2015                            | Lliga de Campions de la UEFA              | Steaua București                          | Partizan                                  | 1–1                                       | 0[A]                                      |
| 20 agost 2015                             | Lliga Europa de la UEFA                   | Steaua București                          | Rosenborg                                 | 0–3                                       | 21.204                                    |
| 3 agost 2016                              | Lliga de Campions de la UEFA              | Steaua București                          | Sparta Prague                             | 2–0                                       | 37.127                                    |
| 16 agost 2016                             | Lliga de Campions de la UEFA              | Steaua București                          | Manchester City                           | 0–5                                       | 45.327                                    |
| 15 setembre 2016                          | Lliga Europa de la UEFA                   | Astra Giurgiu                             | Austria Viena                             | 2–3                                       | 3.300                                     |
| 29 setembre 2016                          | Lliga Europa de la UEFA                   | Steaua București                          | Vila-real CF                              | 1–1                                       | 13.231                                    |
| 20 octubre 2016                           | Lliga Europa de la UEFA                   | Steaua București                          | Zürich                                    | 1–1                                       | 13.154                                    |
| 3 novembre 2016                           | Lliga Europa de la UEFA                   | Astra Giurgiu                             | Viktoria Plzeň                            | 1–1                                       | 1.450                                     |
| 24 novembre 2016                          | Lliga Europa de la UEFA                   | Steaua București                          | Osmanlıspor                               | 2–1                                       | 6.020                                     |
| 8 desembre 2016                           | Lliga Europa de la UEFA                   | Astra Giurgiu                             | Roma                                      | 0–0                                       | 7.100                                     |
| 25 juliol 2017                            | Lliga de Campions de la UEFA              | FCSB                                      | Viktoria Plzeň                            | 2–2                                       | 33.795                                    |
| 27 juliol 2017                            | Lliga Europa de la UEFA                   | Dinamo București                          | Athletic Club                             | 1–1                                       | 26.783                                    |
| 23 agost 2017                             | Lliga de Campions de la UEFA              | FCSB                                      | Sporting CP                               | 1–5                                       | 49.220                                    |
| 14 setembre 2017                          | Lliga Europa de la UEFA                   | FCSB                                      | Viktoria Plzeň                            | 3–0                                       | 20.714                                    |
| 2 novembre 2017                           | Lliga Europa de la UEFA                   | FCSB                                      | Hapoel Be'er Sheva                        | 1–1                                       | 27.134                                    |
| 7 desembre 2017                           | Lliga Europa de la UEFA                   | FCSB                                      | Lugano                                    | 1–2                                       | 13.231                                    |
| 15 febrer 2018                            | Lliga Europa de la UEFA                   | FCSB                                      | Lazio                                     | 1–0                                       | 33.455                                    |
| 2 agost 2018                              | Lliga Europa de la UEFA                   | FCSB                                      | Rudar Velenje                             | 4–0                                       | 7.030                                     |
| 16 agost 2018                             | Lliga Europa de la UEFA                   | FCSB                                      | Hajduk Split                              | 2–1                                       | 27.410                                    |
| 30 agost 2018                             | Lliga Europa de la UEFA                   | FCSB                                      | Rapid Viena                               | 2–1                                       | 31.274                                    |
| 27 agost 2020                             | Lliga Europa de la UEFA                   | FCSB                                      | Shirak                                    | 3–0                                       | 0                                         |

### Romania partits d'equip de futbol nacionals
El 6 de setembre de 2011, l'equip de futbol nacional Romanès, va jugar el partit d'obertura contra l'equip francès.
| Nr | `                                      | Data             | Adversari         | Attendance | Resultat | Anotadors per Romania                                             |
| -- | -------------------------------------- | ---------------- | ----------------- | ---------- | -------- | ----------------------------------------------------------------- |
| 1  | Euro d'UEFA 2012 qualificant           | 6 setembre 2011  | França            | 49.137     | 0–0      | –                                                                 |
| 2  | Euro d'UEFA 2012 qualificant           | 7 octubre 2011   | Belarús           | 29.846     | 2–2      | 2 x Adrian Mutu                                                   |
| 3  | Amistós                                | 29 gener 2012    | Uruguai           | 15.000     | 1–1      | Bogdan Stancu                                                     |
| 4  | 2014 FIFA qualificació de Copa Mundial | 11 setembre 2012 | Andorra           | 24.630     | 4–0      | Gabriel Torje, Costin Lazăr, Valerică homeăde, G. Alexandru Maxim |
| 5  | 2014 FIFA qualificació de Copa Mundial | 16 octubre 2012  | Països Baixos     | 53.329     | 1–4      | Ciprian Marica                                                    |
| 6  | Amistós                                | 14 novembre 2012 | Bèlgica           | 5.000      | 2–1      | Alexandru Maxim, Gabriel Torje                                    |
| 7  | Amistós                                | 4 juny 2013      | Trinitat i Tobago | 10.128     | 4–0      | 3 x Ciprian Marica                                                |
| 8  | Amistós                                | 14 agost 2013    | Eslovàquia        | 6.738      | 1–1      | Bogdan Stancu                                                     |
| 9  | 2014 FIFA qualificació de Copa Mundial | 6 setembre 2013  | Hongria           | 41.405     | 3–0      | Ciprian Marica, Mihai Pintilii, Cristian Tănase                   |
| 10 | 2014 FIFA qualificació de Copa Mundial | 10 setembre 2013 | Turquia           | 44.357     | 0–2      | –                                                                 |
| 11 | 2014 FIFA qualificació de Copa Mundial | 15 octubre 2013  | Estònia           | 18.852     | 2–0      | 2 x Ciprian Marica                                                |
| 12 | 2014 FIFA qualificació de Copa Mundial | 19 novembre 2013 | Grècia            | 49.793     | 1–1      | –                                                                 |
| 13 | Amistós                                | 5 març 2014      | Argentina         | 45.034     | 0–0      | –                                                                 |
| 14 | Euro d'UEFA 2016 qualificant           | 11 octubre 2014  | Hongria           | 50.085     | 1–1      | Raul Rusescu                                                      |
| 15 | Euro d'UEFA 2016 qualificant           | 14 novembre 2014 | Irlanda del Nord  | 28.892     | 2–0      | 2 x Paul Papp                                                     |
| 16 | Amistós                                | 18 novembre 2014 | Dinamarca         | 10.000     | 2–0      | 2 x Claudiu Keșerü                                                |
| 17 | Euro d'UEFA 2016 qualificant           | 7 setembre 2015  | Grècia            | 38.153     | 0–0      | –                                                                 |
| 18 | Euro d'UEFA 2016 qualificant           | 8 octubre 2015   | Finlàndia         | 47.987     | 1–1      | Ovidiu Hoban                                                      |
| 19 | Amistós                                | 3 juny 2016      | Geòrgia           | 27.937     | 5–1      | Adrian Popa, Nicolae Stanciu, Gabriel Torje, Claudiu Keșerü       |
| 20 | 2018 FIFA qualificació de Copa Mundial | 11 novembre 2016 | Polònia           | 48.531     | 0–3      | –                                                                 |
| 21 | 2018 FIFA qualificació de Copa Mundial | 1 setembre 2017  | Armènia           | 27.178     | 1–0      | Alexandru Maxim                                                   |
| 22 | Amistós                                | 14 novembre 2017 | Països Baixos     | 26.000     | 0–3      | –                                                                 |
| 23 | 2018–19 UEFA Lliga de Nacions          | 14 octubre 2018  | Sèrbia            | 48.513     | 0–0      | –                                                                 |
| 24 | Euro d'UEFA 2020 qualificant           | 5 setembre 2019  | Espanya           | 50.024     | 1–2      | Florin Andone                                                     |
| 25 | Euro d'UEFA 2020 qualificant           | 15 octubre 2019  | Noruega           | 29.854     | 1–1      | Alexandru Mitriță                                                 |
| 26 | Euro d'UEFA 2020 qualificant           | 15 novembre 2019 | Suècia            | 49.678     | 0–2      | –                                                                 |

### Euro 2021 partits
L'Arena Națională és un dels estadis amfitrions per Euro d'UEFA 2021. Tres Grup C partits i una Ronda de 16 serà jugat allà (els altres partits en aquell grup seran jugats al Johan Cruyff Camp).

Els partits següents seran jugats a l'estadi durant l'Euro d'UEFA 2020:
| Data         | Temps (EEST) | Equip #1            | Resultat | Equip #2       | Ronda       | Anotadors | Asisstència |
| ------------ | ------------ | ------------------- | -------- | -------------- | ----------- | --------- | ----------- |
| 13 juny 2021 | 21:00        | Àustria             | –        | Macedònia      | Grup C      | –         | –           |
| 17 juny 2021 | 15:00        | Ucraïna             | –        | Macedònia      | Grup C      | –         | –           |
| 21 juny 2021 | 18:00        | Ucraïna             | –        | Àustria        | Grup C      | –         | –           |
| 28 juny 2021 | –            | Grup de guanyador F | –        | 3r Grup Un/B/C | Ronda de 16 | –         | –           |

## Concerts
| Concerts a l'Arena Națională | Concerts a l'Arena Națională | Concerts a l'Arena Națională | Concerts a l'Arena Națională |
| Data                         | Artista                      | Gira                         | Assistència                  |
| ---------------------------- | ---------------------------- | ---------------------------- | ---------------------------- |
| 31 d'agost de 2012           | Red Hot Chili Peppers        | I'm with You World Tour      | 47.000                       |
| 15 de maig de 2013           | Depeche Mode                 | Delta Machine Tour           | 34.729                       |
| 17 de juny de 2017           | Reis del Lleó                | WALLS TOUR                   | 35.000                       |
| 3 de juliol de 2019          | Ed Sheeran                   | ÷ Tour                       | 48.044                       |
| 14 d'agost de 2019           | Metallica                    | WorldWired Tour              | 50.319                       |
| 25 de juliol de 2021         | Celine Dion                  | Courage World Tour           | N / A                        |

| Mitjans de transport    | Entrada d'estadi                          | Rutes |
| ----------------------- | ----------------------------------------- | --- |
| Transport dins Bucarest | Carrer Pierre de Coubertin / Gespa I NORD | Rutes de troleibusos → 86, 90 – 100 metro passeig a estadi entrada Bus rutes → 104 – 300 metro passeig a estadi entrada Trams rutes → 46, 55 – 500 metro passeig a estadi entrada Bus rutes → 101, 335, N102 – 550 metro passeig a estadi entrada Trams rutes → 14, 36 – 600 metro passeig a estadi entrada Trolleybuses rutes → 69, 85 – 1400 metro passeig a estadi entrada Bus rutes → 143, 682 – 1400 metro passeig a entrada d'estadi |
| Transport dins Bucarest | Boulevard Basarabia / Gespa II SUD        | Rutes de tramvies → 40, 56 – 250 metro passeig a estadi entrada Bus rutes → N109 – 250 Metro passeig a estadi entrada Trams rutes → 36 – 750 metro passeig a estadi entrada Bus rutes → 101, 102, 335 – 750 Metro passeig a estadi entrada Trolleybuses rutes → 70, 79, 92 – 800 metro passeig a estadi entrada Bus rutes → N104 – 800 Metro passeig a estadi entrada Metro rutes → M1: Piațun Muncii – 1400 passeig de metro a estadi entrada Trams rutes → 1 – 1500 Metro passeig a estadi entrada Bus rutes → 135, 253, 311, 330 – 1500 Metro passeig a estadi entrada Metro rutes → M1: Costin Georgian – 1500 passeig de metro a Estadi entrada Bus rutes → 104 – 1500 metro passeig a l'entrada de l'estadi |
| Transport dins Bucarest | Carrer Maior Ió Coravu / Tribuna I OEST   | Rutes de tramvies → 40, 56 – 500; metro passeig a estadi entrada Bus rutes → N109 – 500 Metro passeig a estadi entrada Trolleybuses rutes → 86, 90 – 600 metro passeig a estadi entrada Bus rutes → 104 – 600 Metro passeig a estadi entrada Trams rutes → 1 – 1100 metro passeig a estadi entrada Bus rutes → 135, 311, 330 – 1100 Metro passeig a estadi entrada Metro rutes → M1: Piațun Muncii – 1500 passeig de metro Estadi entrada Trolleybuses rutes → 70, 79, 92 – 1500 metro passeig a entrada d'estadi |
| Transport dins Bucarest | Strada Socului / Tribuna II EST           | Rutes de tramvies → 36 – 500 metro passeig a estadi entrada Bus rutes → 101, 335 – 500 Metro passeig a estadi entrada Trams rutes → 14, 46, 55 – 800 Metro passeig a estadi entrada Bus rutes → 104 – 850 Metro passeig a estadi entrada Bus rutes → 102, N109 – 950 metro passeig a estadi entrada Trams rutes → 40, 56 – 950 Metro passeig a estadi entrada Bus rutes → 253 – 1400 metro passeig a estadi entrada Bus rutes → N104 – 1500 Metro passeig a estadi entrada Trolleybuses rutes → 70, 79, 92 – 1500 metro passeig a entrada d'estadi |